# Lilo (actrice)
Pour les articles homonymes, voir Lilo et Passardière.
Liselotte Johanna Lewin dite Lilo est une chanteuse et actrice française, née le 2 mars 1921 à Dortmund et morte le 26 septembre 2022 à New York.

## Biographie
Lilo est née en 1921 à Dortmund, Rhénanie du Nord-Westphalie, Allemagne, sous le nom de Liselotte Johanna Lewin. En 1953, elle a créé sur scène, au Shubert Theatre, la comédie musicale Can-Can de Cole Porter, où elle chante notamment C'est magnifique et I Love Paris. Elle est aussi connue pour Zaza (1956), Traumschöne Nacht (1952) et Sapila kai aristokratia (1967). Elle fut mariée à Guy de la Passardière et Richard Weil.

## Filmographie
- 1951 : Le Don d'Adèle d'Émile Couzinet : Adèle
- 1952 : Plaisirs de Paris de Ralph Baum : Lilo
- 1956 : Zaza de René Gaveau : Zaza
- 1963 : Nuits et femmes interdites (Notti e donne proibite, documentaire) de Mino Loy : elle-même
- 1963 : Les Saintes Nitouches de Pierre Montazel
- 1967 : Sapila kai aristokratia de Kostas Karagiannis (el)
- 1973 : La Bonne Année de Claude Lelouch : Madame Félix
- 1974 : Toute une vie de Claude Lelouch

## Théâtre
- 1947 : On a volé une étoile de Jean Valmy et Géo Koger, mise en scène Robert Dhéry, Bobino, Paris
- 1952 : Le Chanteur de Mexico de Francis Lopez (musique), Félix Gandéra et Raymond Vincy (livret), Théâtre du Châtelet, Paris
- 1953 : Can-Can de Cole Porter (musique et paroles) et Abe Burrows (en) (livret et mise en scène), Shubert Theatre, New York
- 1957 : Maria Flora d'Henri Betti (musique) et Raymond Vincy (livret), Théâtre du Châtelet, Paris
- 1966 : Pousse-Café de Duke Ellington (musique), Jerome Weidman (en) (livret), Marshall Barer (en) et Fred Tobias (livret), produit par Guy de la Passardière, 46th Street Theatre, New York